# Fina van San Geminiano
Fina (ook: Serafina of Josefina) (San Gimignano, 1238 - aldaar 12 maart 1253) is een christelijke heilige.

## Legende
De legende vertelt over een meisje uit San Gimignano dat op haar vijftiende stierf na lange tijd ziek te zijn geweest. Tijdens haar ziekte wijdde zij zich echter aan het zorgen voor de armen. Haar dood werd aangekondigd door Gregorius de Grote toen zij op haar bed lag: een houten plank in een kamer vol met ratten. Toen zij stierf groeiden er op de plank witte bloemen, soms ook wordt gesproken van viooltjes.

## Iconografie
In de christelijke iconografie is een rat haar attribuut. Ook wordt ze afgebeeld met een model van San Gimignano of een bos bloemen. Aan het sterfbed ontluiken vaak witte viooltjes.